# Övre Lia naturreservat
Övre Lia är ett naturreservat i Skällinge socken i Varbergs kommun i Halland.
Reservatet ligger nära det välkända området Åkulla bokskogar. Liksom flera omgivande naturreservat består Övre Lia framförallt av bok- och ekskog. Skogen är gammal och därför finns flera signalarter såsom mussellav, bokvårtlav, grynig filtlav och glansfläck i området.
Svenska kyrkan äger området som varit skyddat sedan 2011 och omfattar 43 hektar.